# 재조본 제법집요경 권 6
재조본 제법집요경 권 6(再雕本 諸法集要經 卷 六)은 대한민국 경기도 양평군 지평면, 범왕사에 있는 불경이다. 2018년 4월 30일 경기도의 유형문화재 제322호로 지정되었다.

## 지정사유
재조본 고려대장경의 고려시기 원본이 희귀한 상태에서 13~14세기 간행된 고려본이다. 원표지는 일부 손상되었으나 경문이 거의 온전하고 절첩장이 희소한 점을 고려할 때 문화재적 가치를 보유하고 있다.

## 같이 보기
- 범왕사

## 참고 자료
- 재조본 제법집요경 권 6 - 국가유산청 국가유산포털